# Кручина (река)
Кручина — река в Забайкальском крае России, левый приток Ингоды.
Исток реки находится на юго-восточном склоне хребта Черского. Длина реки составляет 122 км. Площадь водосбора — 1820 км². Среднегодовой сток в устье — 0,088 км³. Продолжительность ледостава достигает 175—200 дней: обычно река покрыта льдом с конца октября до начала мая.